# Telipna plagiata
Telipna plagiata är en fjärilsart som beskrevs av James John Joicey och Talbot 1921. Telipna plagiata ingår i släktet Telipna och familjen juvelvingar. Inga underarter finns listade i Catalogue of Life.

## Bildgalleri

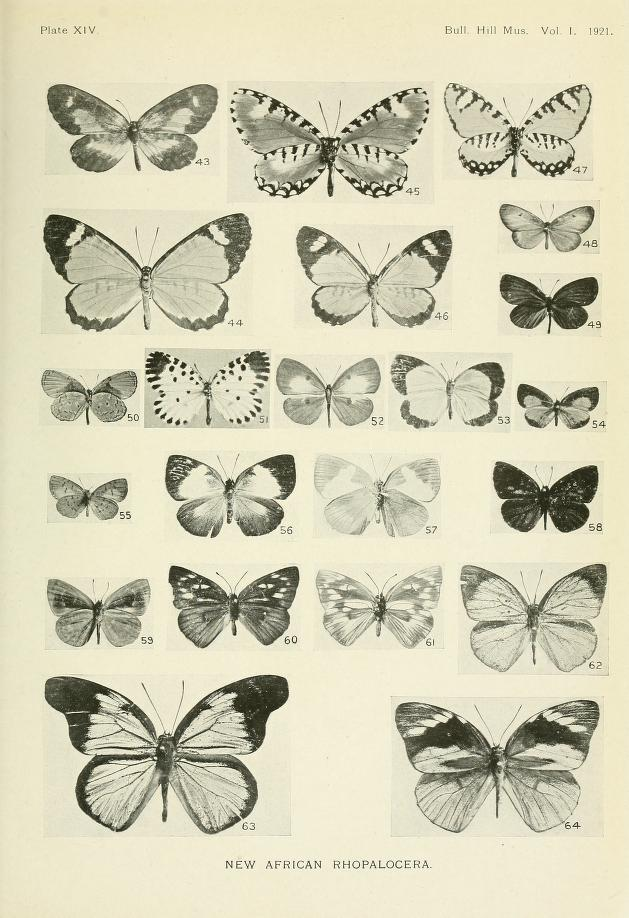
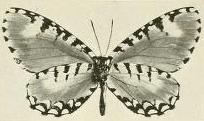